# Grand Prix moto de Turquie

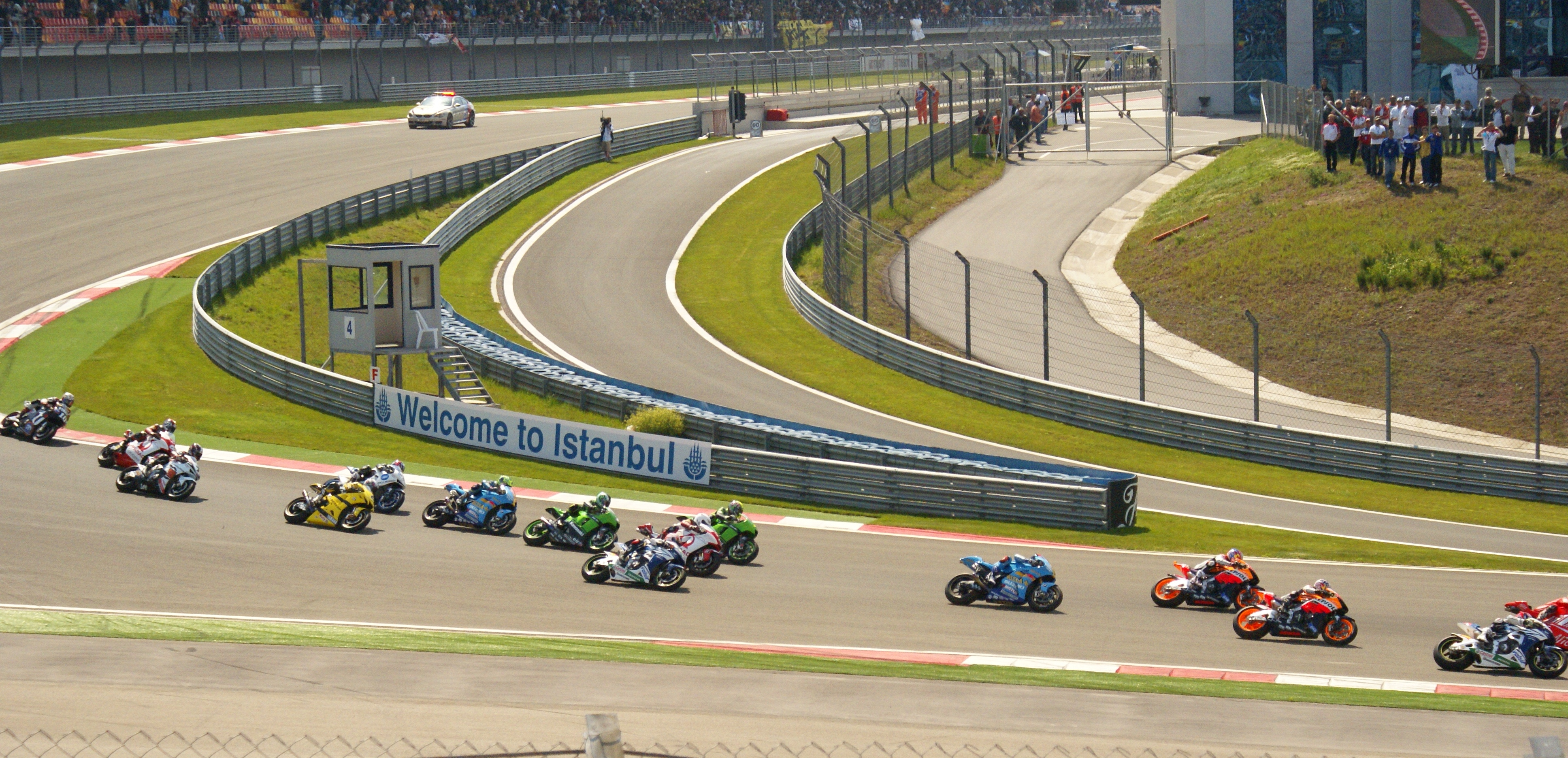

Le Grand Prix moto de Turquie de vitesse moto est une ancienne épreuve du Championnat du monde de vitesse moto disputée de 2005 à 2007.

## Palmarès
| Année | Circuit       | 125 cm³                 | 250 cm³                  | MotoGP                 | Rapport |
| ----- | ------------- | ----------------------- | ------------------------ | ---------------------- | ------- |
| 2007  | Istanbul Park | Simone Corsi (Aprilia)  | Andrea Dovizioso (Honda) | Casey Stoner (Ducati)  | Rapport |
| 2006  | Istanbul Park | Hector Faubel (Aprilia) | Hiroshi Aoyama (Honda)   | Marco Melandri (Honda) | Rapport |
| 2005  | Istanbul Park | Mike Di Meglio (Honda)  | Casey Stoner (Aprilia)   | Marco Melandri (Honda) | Rapport |